# Lijst van personages uit Digimon Adventure
Dit is een lijst van personages uit de animeserie Digimon Adventure.
- Voor personages uit deze serie die ook weer meedoen in de daaropvolgende serie, Digimon Adventure 02, is informatie voor beide series in dit artikel verwerkt.
- De digimon staan genoemd bij de naam waaronder ze in de serie het meest te zien zijn. Eventuele andere vormen staan onder deze naam vermeld.

## DigiDestined

### Tai Kamiya
Tai Kamiya, in Japan bekend als Taichi Yagami (八神 太一, Yagami Taichi), is een van de acht DigiDestined. Hij werpt zich vaak op als de leider van de groep.
In de eerste serie is Tai 11 jaar oud. Hij wordt neergezet als een avontuurlijk, zorgeloos, maar ook naïef personage. Kenmerkend zijn z’n lange haar en zijn skibril. Als leider neemt hij vaak ondoordachte beslissingen. Dit levert geregeld conflicten op tussen hem en Matt. Tai is echter zeer beschermend tegenover zijn zusje Kari, mede omdat zij ooit bijna door zijn toedoen is gestorven; hij nam haar ooit mee naar buiten terwijl ze ziek was, waardoor ze een longontsteking opliep.
Tai kwam enkele jaren voor zijn avontuur in de Digi-World al in aanraking met een digimon, toen hij en zijn zusje Kari een digi-ei ontvingen. Kari en Tai waren getuige van hoe een Greymon die uit dit ei kwam vocht met een Parrotmon in Highton View Terrace.
Tai is in Digimon Adventure de eerste die erin slaagt zijn digimon te laten digivolven naar champion en later ultimate niveau. Zijn belang voor het team blijkt wanneer hij na het gevecht met Etemon tijdelijk terug in de echte wereld beland. Wanneer hij weer terugkeert naar Digi-World blijkt de groep te zijn opgesplitst om hem te zoeken. Een voor een zoekt hij de anderen weer bij elkaar. Tai speelt tevens een grote rol in de strijd met de Dark Masters daar zijn Digimon als een van de weinigen het hoogste niveau, Mega, kan bereiken. Tegen het einde van de serie zijn z’n kwaliteiten als leider duidelijk gegroeid, en denkt hij beter na alvorens te handelen.
In de tweede serie is Tai 14 jaar oud. Hij speelt in deze serie een minder grote rol, maar helpt af en toe wel de nieuwe DigiDestined mee. Hij vecht bovendien mee in de laatste strijd met MaloMyotismon. In de epiloog van de serie wordt getoond dat Tai als volwassene een diplomaat wordt voor de Verenigde Naties, die samen met Agumon contacten tussen de echte wereld en Digi-World onderhoudt.

### Matt Ishida
Matt Ishida, in Japan bekend als Yamato Ishida (石田 ヤマト, Ishida Yamato), is eveneens een van de acht DigiDestined.
In de eerste serie is Matt 11 jaar oud. Hij is zeker in het begin van de serie een eenling, die het liefst zo min mogelijk in teamverband doet. Hij is erg beschermend tegenover zijn broertje, T.K., vooral omdat sinds de scheiding van hun ouders ze elkaar amper nog zien. Matt woont bij hun vader, en T.K. bij hun moeder.
Matt heeft in de eerste serie een opvallende relatie met Tai. Hij is aan de ene kant zijn beste vriend, maar aan de andere kant ook zijn rivaal voor het leiderschap over de groep en degene die het vaakst tegen zijn beslissingen ingaat. Tijdens het korte verblijf van de DigiDestined in de echte wereld ontmoet hij zijn moeder weer even, maar het is duidelijk dat hij haar de scheiding nog niet heeft vergeven. Tijdens de strijd met de Dark Masters verlaat Matt de groep een tijdje nadat een conflict tussen hem en Tai hoog oploopt en hij bovendien van mening is dat T.K. hem niet langer nodig heeft. Hij keert echter op tijd terug voor het laatste gevecht met de Dark Masters.
In de tweede serie is Matt een mentor voor de nieuwe DigiDestined. Tevens is hij in de deze serie zanger en gitarist van een schoolband. In de epiloog van de serie wordt onthuld dat hij op latere leeftijd een astronaut is geworden. Hij krijgt samen met Sora twee kinderen.

### Sora Takenouchi
Sora Takenouchi (武之内 空, Takenouchi Sora) is een van de originele twee vrouwelijke DigiDestined. Ze is erg betrouwbaar en probeert zo goed mogelijk voor de anderen in de groep te zorgen. Sora woont bij haar moeder Toshiko, een beroemde bloemschikker. Haar vader, Haruhiko, is professor aan de universiteit van Kyoto.
Sora’s rol in de eerste serie is die van een soort moederfiguur, met name tegenover T.K. en Kari. Ze probeert altijd de situatie zelf op te lossen, zelfs wanneer ze dit niet aankan in haar eentje, en geeft zichzelf snel de schuld als er iets fout gaat. Ze kan niet goed overweg met haar moeder, die onder andere wil dat ze stopt met het spelen van voetbal.
Bij aanvang van de myotismonsaga speelt Sora lange tijd een belangrijke rol op de achtergrond. Ze helpt de andere DigiDestined wanneer die in de problemen komen door DemiDevimon, maar zorgt dat ze haar steeds niet zien. De reden hiervoor is mogelijk dat DemiDevimon haar had verteld dat ze haar crest, die van de liefde, niet kan laten gloeien omdat ze niks van liefde weet. Uiteindelijk kunnen de anderen haar van het tegendeel overtuigen.
In de tweede serie is Sora een mentor voor de nieuwe DigiDestined. Ze speelt verder niet zo'n grote rol maar later is ze hoewel ze hard oefende om een professionele tennisser te worden, samen met Biyomon een modeontwerpster geworden. Ze krijgt samen met Matt twee kinderen.

### Izzy Izumi
Izzy Izumi, in Japan bekend als Koushirou Izumi (泉光子郎, Izumi Kōshirō), is de slimste van de acht DigiDestined. Hij sleept altijd een laptop met zich mee, en heeft bijna overal een theorie voor.
In de eerste serie is Izzy 10 jaar oud. Hij is redelijk klein voor zijn leeftijd. Izzy’s echte ouders zijn omgekomen bij een auto-ongeluk, waarna hij is geadopteerd door verre familieleden. Izzy kwam hier een paar jaar voor aanvang van de serie achter toen hij zijn adoptieouders hoorde praten. Dit zorgde er lange tijd voor dat hij afstandelijk werd van zijn adoptieouders.
Izzy staat bij de groep bekend als de computerexpert. Hij is ook degene die het meest nieuwsgierig is naar de Digi-World en alles wat ermee te maken heeft. Zijn kennis komt de groep echter meerder malen goed van pas. Zo lost hij tijdens de Myotismon-saga bijvoorbeeld de puzzel op waarmee de poort van de Digi-World naar de echte wereld kan worden geopend. Ook kraakt hij het raadsel dat de DigiDestined leert hoe ze de digimon van Matt en Tai kunnen laten digivolven naar het Mega-niveau.
In de tweede serie zit Izzy op de middelbare school, alwaar hij voorzitter is van de computerclub. Hij doet in deze serie dienst als mentor van de nieuwe DigiDestined. In de epiloog wordt onthuld dat hij op latere leeftijd een eigen onderzoeksteam opricht om meer te leren over de Digi-World. Hij krijgt een dochter.

### Mimi Tachikawa
Mimi Tachikawa (太刀川 ミミ, Tachikawa Mimi) is naast Sora een van de originele twee vrouwelijke DigiDestined. Ze is echter in veel opzichten Sora’s tegenpool. Ze houdt van roze, is erg verwend en denkt vaak in eerste instantie aan zichzelf. In de nasynchronisatie zijn deze eigenschappen echter enorm versterkt ten opzichte van de originele Japanse versie. Daarin is ze meer naïef en zorgeloos.
Mimi komt uit een liefdevol gezin dat nooit problemen lijkt te hebben gehad. Ze is in de eerste serie soms niet goed op de hoogte van wat er gaande is, maar is wel de meest realistische van de DigiDestined. Zo wil ze tijdens de Dark Masters-saga tijdelijk stoppen met vechten omdat al veel vrienden zich hebben opgeofferd voor hen.
In de tweede serie is Mimi verhuisd naar de Verenigde Staten, maar ze bezoekt de nieuwe DigiDestined nog geregeld via Digi-World. Ze is in deze ook goede vrienden met een Amerikaanse DigiDestined genaamd Michael. In de epiloog van de serie blijkt ze op latere leeftijd een beroemde kok te zijn geworden.

### Joe Kido
Joe Kido, Japanse naam Jou Kido (城戸 丈, Kido Jō), is de oudste van de originele DigiDestined. Hij is 12 jaar in de eerste serie en 15 in de tweede.
Joe staat in de eerste serie bekend als een zeer zenuwachtige en onzekere jongen. Hij maakt zich snel ergens zorgen over en is (in de nasynchronisatie) vrijwel overal allergisch voor. Hij heeft wel een sterk gevoel van verantwoordelijkheid en doet vaak dienst als bemiddelaar tijdens een ruzie. Hij stelt veiligheid voorop en behoedt de groep zo meerdere malen voor roekeloze acties. Zijn verantwoordelijkheidsgevoel doet hem zelf echter een paar keer in een lastige situatie belanden.
Joe is de zoon van een dokter, en voelt zich genoodzaakt om ook dokter te worden. In de tweede serie is hij dan ook student aan een medische school. In de epiloog van deze serie wordt duidelijk dat Joe inderdaad dokter zal worden op latere leeftijd.

### T.K. Takaishi
T.K. Takaishi, Japanse naam Takeru Takaishi (高石 タケル, Takaishi Takeru), is de jongste van de originele DigiDestined. Hij is het jongere broertje van Matt. Hij woont sinds de scheiding van hun ouders bij zijn moeder.
Ondanks zijn jonge leeftijd is T.K. zeer zelfstandig in de originele serie. Hij stelt het dan ook niet op prijs dat zijn broer Matt hem steeds in bescherming neemt. T.K. was de eerste DigiDestined die geconfronteerd werd met het verlies van zijn digimon; zijn partner Patamon offerde zichzelf als Angemon op om Devimon te verslaan. Hoewel hij later terugkomt, houdt T.K. een trauma over aan deze ervaring welke in de tweede serie nog altijd aanwezig is.
In de eerste serie speelt T.K. vooral tijdens de Myotismon en Dark Master-saga’s een cruciale rol. Door zijn digimon kan Matts digimon naar het hoogste niveau digivolen, en in de strijd met Piedmon was het T.K’s digimon die hem uiteindelijk versloeg.
T.K. speelt ook een grote rol in de tweede serie. Samen met Kari is hij lid van het nieuwe team van DigiDestined. In deze serie is hij 11 jaar en een stuk serieuzer dan in de vorige serie. Hij is tevens in deze serie de sterspeler van het basketbalteam van zijn school. In de serie is T.K. de rivaal van Davis over de aandacht van Kari en het leiderschap van de groep.
In de epiloog van de tweede serie blijkt T.K. op latere leeftijd schrijver te zijn geworden. Hij heeft een zoon.

### Kari Kamiya
Kari Kamiya, Japanse naam Hikari Yagami (八神 ヒカリ, Yagami Hikari), is het jongere zusje van Tai. In tegenstelling tot de andere DigiDestined maakt zij haar debuut pas later in de serie. Ze wordt voor het eerst gezien wanneer Tai even kort terugkeert naar de echte wereld na het gevecht met Etemon. Tijdens de Myotismon-saga blijkt zij het achtste kind te zijn dat de DigiDestinedgroep compleet zal maken.
Kari kwam enkele jaren voor haar avontuur in de Digi-World al in aanraking met een digimon, toen zij en Tai een digi-ei ontvingen. Kari en Tai waren getuige van hoe een Greymon die uit dit ei kwam vocht met een Parrotmon in Highton View Terrace.
In de eerste serie is Kari’s rol gelijk aan die van T.K. Ook zij is vrij zelfstandig voor haar leeftijd, maar wordt steeds door haar grotere broer in bescherming genomen. Kari ziet altijd het goede in mensen en probeert gevechten zo veel mogelijk te vermijden. Tijdens de Dark Masters-saga blijkt Kari de contactpersoon te zijn voor een mysterieuze geest, die de DigiDestined inzicht geeft in het verleden van de Digi-World. Tevens leidde ze, bezeten door deze geest, een opstand van een groep Numemon tegen de Dark Master Machinedramon.
In de tweede serie is Kari net als T.K. lid van het nieuwe DigiDestined team. Ze is in deze serie niet alleen ouder, maar ook volwassener. In de serie draagt ze voortdurend een camera bij zich. Ze houdt er tevens van om Davis, een van de nieuwe Digidestined die duidelijk een oogje op haar heeft, te plagen door met T.K. te flirten. In de serie betreedt ze een paar keer een andere wereld genaamd de Dark Ocean.
In de epiloog van de tweede serie blijkt ze op latere leeftijd een kleuterleidster te zijn geworden.

## Digimon van de DigiDestined

### Agumon
Agumon is de DigimonPartner van Tai. Hij lijkt het meest op een kruising tussen een tyrannosaurus en een draak. Hij kan onder andere vuur spuwen. Agumon is buiten de series om ook de onofficiële mascotte van de Digimon-franchise.
Agumon heeft een oranjekleurige huid en groene ogen. Zijn persoonlijkheid is kalm, humoristisch en dapper. Hij is de eerste van de digimonpartners die het volgende niveau bereikt. In de eerste serie speelt Agumon als partner van de leider van de DigiDestined een grote rol bij veel gevechten. In de tweede serie is hij minder actief. In deze serie wordt hij onder andere tijdelijk gevangen door de Digimon Emperor, en helpt hij Black WarGreymon met het vinden van zijn ware roeping.
Agumon is de rookie-vorm van Tais Digimon. Zijn andere gedaantes zijn:
Botamonde Fresh-vorm van Agumon. In deze vorm lijkt hij op een zwarte bol met twee gele ogen en oren.
KoromonAgumons In-Training vorm. In deze gedaante lijkt hij op een roze wezen met lange oren, maar geen armen of benen. Hij wordt voor het eerst gezien in deze vorm, en verandert er nog een paar keer in als hij te veel energie gebruikt op een hoger niveau.
GreymonAgumons Champion-vorm. Deze lijkt op een grotere versie van Agumon, met een donkerbruine schedel met horens en blauwe strepen over zijn lichaam.
Metal GreymonAgumons Ultimate-vorm. In deze gedaante krijgt hij een metalen klauw als linkerarm, welke hij kan afvuren als wapen. Tevens krijgt hij een metalen kap over zijn hoofd, vleugels, en een metalen torsplaat van waaruit hij raketten kan afvuren.
SkullGreymoneen alternatieve Ultimate-vorm, waar Agumon in de eerste serie per ongeluk in verandert door een mislukte Digivolve. SkullGreymon is een skeletachtige dinosaurus met een raket op zijn rug. Hij is onbeheersbaar en valt iedereen in zijn omgeving aan.
WarGreymonAgumons megavorm. In deze gedaante is hij een meer humanoïde versie van Greymon, met een metalen pantser en klauwen.
Omnimoneen gedaante die Agumon alleen kan bereiken door een fusie met MetalGarurumon. Omnimon is een humanoïde Digimon gekleed in een wit harnas en een rode cape, met de hoofden van WarGreymon en MetalGarurumon als handen.

### Gabumon
Gabumon is de digimonpartner van Matt. Hij is een reptielachtige digimon met een gele huid, en daarover pels die hij eventueel af kan doen. Hij heeft ook een hoorn op zijn hoofd.
Gabumon heeft een coole persoonlijkheid en volgt Matt overal, zelfs als hij beslissingen neemt waar Gabumon het niet mee eens is. Hij kan de hoorn op zijn hoofd als wapen gebruiken, en een blauwe energiestraal afvuren uit zijn mond.
Gabumon is de rookievorm. Zijn andere gedaantes zijn:
PunimonGabumons fresh-vorm. Lijkt op een roze bol met drie uitstekende punten bovenop.
TsunomonGabumons In-Training vorm. In deze gedaante is hij een bruin/witte bol met ogen en een mond, en een grote hoorn bovenop zijn hoofd.
GarurumonGabumons champion-vorm. Garurumon is een wolfachtig beest met een witte vacht en blauwe strepen. Hij kan een sterke energiestraal afvuren uit zijn bek.
WereGarurumonGabumons Ultimate-vorm. Dit is een meer humanoïde versie van Garurumon, gekleed in een blauwe broek en bruine beschermingsplaten. In deze gedaante maakt hij gebruik van zijn klauwen en schopbewegingen als wapens.
MetalGarurumonGabumons megavorm. Dit is een mechanische versie van Garurumon. Zijn hele lichaam is met metaal bedekt en hij heeft twee mesachtige vleugels. Hij kan projectielen afvuren die alles laten bevriezen.
Omnimoneen gedaante die Gabumon alleen kan bereiken door een fusie met WarGreymon. Omnimon is een humanoïde Digimon gekleed in een wit harnas en een rode cape, met de hoofden van WarGreymon en MetalGarurumon als handen.

### Biyomon
Biyomon is de digimonpartner van Sora. In haar meest voorkomende gedaante is ze een roze vogelachtige Digimon met blauwe punten aan haar staartveren.
Biyomon praat geregeld over zichzelf en anderen in de derde persoon. Ze kan een groene energiestraal afvuren als wapen.
Biyomon is de Rookie-vorm. Andere gedaantes zijn:
NyokimonBiyomons fresh-vorm. In deze vorm lijkt ze op een zwarte zaadvormige Digimon met een groen uitsteeksel bovenop.
YokomonBiyomons In-Training vorm. In deze vorm lijkt ze op een roze bol met korte poten en blauwe, bladvormige uitsteeksels bovenop haar hoofd.
BirdramonBiyomons championvorm. Een fenixachtige digimon met de gave om vuurballen af te schieten van onder haar vleugels.
GarudamonBiyomons ultimate vorm. Garudamon is een kolossale humanoïde vogel. Ze kan een vogelvormige vlam afschieten als wapen.

### Tentomon
Tentomon is de digimonpartner van Izzy. Hij lijkt in zijn bekendste vorm op een rood insect met groene ogen en grijze uitsteeksel op zijn vleugels. Hij heeft in totaal zes benen, waarvan de voorste twee als armen dienen. Hij kan elektriciteit afvuren vanuit de antenne op zijn hoofd.
De andere gedaantes van Tentomon zijn:
PabumonTentomons fresh-vorm. Een groene blobachtige digimon. Tentomon veranderde in de eerste serie tijdelijk terug in deze vorm toen Izzy zijn crest en nieuwsgierigheid verloor.
MotimonTentomons In-Training vorm. In deze gedaante is hij een roze wezen met korte armen maar gen benen.
KabuterimonTentomons championvorm. Kabuterimon is een groot insect, gemodelleerd naar de neushoornkever. Hij heeft twee benen, vie rarmen en vier vleugels. Hij kan als wapen energiebollen afvuren.
MegaKabuterimonTentomons Ultimate Vorm. In deze gedaante wordt hij een rode meer gepantserde versie van Kabuterimon, met een langere hoorn op zijn hoofd. Hij kan deze hoorn gebruiken om elektrische stralen af te vuren.

### Palmon
Palmon is de digimonpartner van Mimi. In haar bekendste vorm lijkt ze op een groene humanoïde plant met roze bladeren op haar hoofd. Ze heeft drie uitsteeksels aan elke hand, welke kunnen uitrekken tot lianen. Ze heeft tevens een kleine staart.
Palmon is de rookievorm. Haar andere gedaantes zijn:
YuramonPalmons fresh-vorm. In deze gedaante lijkt ze op een witte, harige bol zonder armen of benen.
TanemonPalmons in-training vorm. In deze gedaante lijkt ze op een groen bolachtig wezen met een plantvormig uitsteeksel op haar hoofd en twee korte pootjes.
TogemonPalmons championvorm. In deze gedaante is ze een humanoïde cactus met bokshandschoenen aan. Behalve met boksen kan ze vijanden ook aanvallen door de naalden uit haar lichaam af te vuren.
LillymonPalmons ultimate vorm. Lillymon lijkt op een kruising tussen een plant en een fee. Ze heeft vier bladvormige vleugels op haar rug. Haar wapen is een gele bloem van waaruit ze een energiestraal kan afvuren.

### Gomamon
Gomamon is de digimonpartner van Joe. Hij lijkt qua uiterlijk te zijn gebaseerd op een jonge zadelrob. Hij heeft een witte vacht met paarste strepen. Zijn voorpoten zijn groter dan zijn achterpoten, en hebben bovendien lange klauwen. Hij heeft wat oranje haar op zijn hoofd.
Gomamon is in de serie vooral de grappenmaker van de groep, in sterk contrast tot Joes serieuze persoonlijkheid. Gomamon kan overal waar hij is een school gekleurde vissen oproepen om hem bij te staan.
Gomamon is de rookie vorm. Zijn andere gedaantes zijn:
PitimonGomamons fresh vorm. In deze gedaante is hij een klein wit wezen met voelsprieten en twee kleine vinnen als armen.
BukamonGomamons in-training vorm. In deze gedaante is hij een grijs zeewezen met oranje haar en vinnen als armen.
IkkakumonGomamons championvorm. Deze vorm lijkt sterk op een walrus, met lang wit haar en een hoorn op zijn hoofd. Deze hoorn kan hij afvuren als een torpedo, waarna er meteen een nieuwe voor teruggroeit.
ZudomonGomamons ulitmate vorm. In deze gedaante lijkt hij op een kruising tussen een walrus en een schildpad. Hij heeft een dik groen schild op zijn rug, en verder een grijze en oranje huidskleur. Hij is in deze vorm gewapend met een hamer. Hiermee kan hij onder andere een bliksemschicht opwekken.

### Patamon
Patamon (パタモン) is de digimonpartner van T.K. In zijn bekendste vorm lijkt hij op een oranje/wit cavia-achtig wezen met lange oren, die hem in staat stellen te vliegen.
Patamon is erg speels, net als T.K. Hij heeft een kinderlijke persoonlijkheid. Hij is in de eerste serie de laatste van de digimon die zijn champion en ultimate-vorm bereikt, maar is in deze gedaantes beduidend sterker dan de anderen. Patamon is tevens een van de weinige Digimon die nog in staat is tot Armor Digivolven, wat in de tweede serie nuttig blijkt wanneer normaal digivolen niet meer werkt door toedoen van de Digimon Emperor.
Patamons andere gedaantes zijn:
PoyomonPatamons fresh-vorm. Een lichtblauwe blobachtige digimon.
TokomonPatamons in-training vorm. In deze gedaante is hij een wit/roze wezen met lange oren en korte pootjes.
AngemonPatamons champion vorm. In deze gedaante lijkt Patamon in niets meer op zijn voorgaande vorm. Hij is in deze gedaante een mensachtig wezen gemodelleerd naar een engel, met zes vleugels. Hij vecht met een staf en kan een krachtige energiestraal afvuren met zijn hand.
Pegasusmoneen alternatieve champion vorm van Patamon, welke hij kan bereiken door te Armor Digivolven met het digi-ei van hoop. Pegasusmon lijkt op een paardversie van Patamon, met gouden pantserplaten en vleugels.
MagnaAngemonPatamons Ultimate vorm. In deze gedaante wordt hij een meer bepantserde engel met acht vleugel, en gewapend met een zwaard. MagnaAngemon is sterk genoeg om ook digimon van het meganiveau aan te kunnen. Hij kan een poort oproepen die alle kwade digimon in de omgeving kan opzuigen.
SeraphimonPatamons mega vorm, welke enkel gezien wordt in de film The Golden Digimentals. In deze gedaante lijkt Patamon op een in blauw-grijs harnas geklede engel met tien gouden vleugels.

### Gatomon
Gatomon is de digimonpartner van Kari. Ze lijkt in haar bekendste vorm het meest op een witte kat met groene handschoenen en een ring om haar staart.
Gatomon is in meerdere opzichten uniek ten opzichte van de digimon van de andere DigiDestined. Zo is ze het grootste deel van de tijd te zien in haar championvorm in plaats van haar rookievorm. Dit omdat ze op natuurlijke wijze gedigivolved is naar haar championvorm. Ze is echter ondanks dat een champion is niet groter dan de andere rookie digimon.
Bij haar debuut in de serie werkt Gatomon nog voor Myotismon, die ze enkele jaren terug had leren kennen. Nadat ze met hem mee is gegaan naar de echte wereld en Kari ontmoet, beseft ze haar ware roeping. Gatomon kan net als Patamon armour digivolven.
Andere gedaantes van Gatomon zijn:
NyaromonGatomons in-training vorm. In deze vorm is ze een groen/geel wezen met katachtige oren en een staart.
SalamonGatomons rookie vorm. In deze gedaante lijkt ze op een puppy, met een goudkleurige halsband om.
NefertimonGatomons alternatieve championvorm, welke ze kan bereiken door te digivolven met het digi-ei van het licht. Nefertimon lijkt op een sfinx. Ze kan een stenen tablet afvuren op haar tegenstander.
AngewomonGatomons ultimate vorm. Angewomon is in veel opzichten een vrouwelijke versie van Angemon. Ze gebruikt een energiepijl die ze kan opladen met de energie van andere digimon als wapen.
MagnadramonGatomons mega vorm, welke enkel gezien wordt in de film The Golden Digimentals. In deze gedaante lijkt Gatomon op een roze draak met horens en tien vleugels.

## Leomon
Leomon is een van de goede digimon die de Digidestined tegenkomen op hun tocht door Digi-World. Ze ontmoeten hem voor het eerst op File Island. Leomon is een humanoïde leeuw die vecht met een zwaard.
Al vroeg na zijn introductie komt hij onder invloed van Devimon en vecht tegen de DigiDestined, totdat deze Devimons macht verbreken. Nadien vecht hij met hen mee tegen Devimon.
Tijdens de Dark Masters-saga komt Leomon weer terug. Hij blijkt nu ook te kunnen digivolven naar zijn megavorm, Saberleomon, omdat hij is blootgesteld aan de Digivices. Hij vecht in deze gedaante tegen MetalEtemon en verslaat hem, maar raakt zelf dusdanig gewond dat hij ook sterft.

## Ogremon
Ogremon is Leomons eeuwige rivaal. Hij is een groene monsterlijke Digimon die vecht met een knuppel. Hij is de enige digimon op File Island die vrijwillig Devimon dient. Hij doet gedurende de eerste afleveringen van de serie dienst als Devimons handlanger. Nadat Devimon is verslagen, trekt hij zich terug.
Tijdens de Dark Masters-saga sluit Ogremon zich aan bij de DigiDestined om de Dark Masters te bevechten. Hij is aanwezig in de laatste strijd met Piedmon.

## Devimon
Devimon is de eerste grote tegenstander van de Digidestined. Hij is een champion-level digimon gemodelleerd naar een duivel. Hij heerst over het eiland File Island, wat hij in zijn greep houdt met behulp van de black gears; zwarte tandwielen die goede digimon tot zijn slaven kunnen maken. In het gevecht met de DigiDestined absorbeerd hij al zijn Black Gears, en neemt zo een kolossale vorm aan. Hij wordt in deze gedaante verslagen door Angemon.

## Gennai
Gennai is de gids van de DigiDestined. Hij bestaat net als alle inwoners van de Digi-World uit data, maar is toch geen Digimon.
In de eerste serie wordt Gennai gezien in de gedaante van een oude man. Hij zoekt voor het eerst contact met de DigiDestined na hun overwinning op Devimon, en vertelt hen over de crests waarmee hun digimon kunnen veranderen naar het sterkste niveau. In de rest van de serie geeft hij de DigiDestined geregeld advies over bepaalde situaties.
In een flashback in de eerste serie wordt een jongere Gennai getoond. Hij was een van de beschermers van Digi-World die de DigiDestined en hun digimonpartners uitkozen. Toen Piedmon met zijn leger Gennais fort aanviel, vluchtte Gennai weg met de eieren van de digimon om ze in veiligheid te brengen.
In de tweede serie is Gennai weer een stuk jonger. Ook in deze serie helpt hij de DigiDestined een paar keer met advies.

## Etemon
Etemon is een ultimate level digimon. Hij lijkt het meest op een aap met een zonnebril op. Hij gedraagt zich als een rockster en gebruikt onder andere zijn muziek als wapen. Hij denkt zelf een geweldige zanger te zijn, maar zijn muziek klinkt nergens naar.
Etemon confronteert de DigiDestined nadat ze zijn afgereisd naar het continent Server. Op dit continent heeft hij een computernetwerk opgericht waarmee hij over een groot gebied dingen in de gaten kan houden.
Etemon wordt uiteindelijk verslagen door MetalGreymon, waarna hij wordt opgezogen door een scheur in tijd en ruimte. Hij keert tijdens de Dark Masters saga echter weer terug als MetalEtemon, een mega-level digimon. Hij confronteert in deze vorm Mimi, Joe en SaberLeomon, die hem uiteindelijk verslaan.

## Myotismon
Myotismon (Japanse naam Vamdemon) is de derde grote tegenstander waar de DigiDestined mee worden geconfronteerd. Hij is een vampierachtige Digimon van het Ultimate Level. Hij voedt zich met de data van digimon of met menselijk bloed. Hij is sterker dan de meeste andere digimon in hun ultimate vorm.
Kort na zijn introductie ontdekt Myotismon het bestaan van een achtste DigiDestined, en reist met zijn leger af naar de echte wereld om dit kind te vinden uit te schakelen voor ze een bedreiging voor hem gaat vormen. De strijd met Myotismon vindt dan ook grotendeels plaats in de echte wereld. Myotismon neemt uiteindelijk een groot deel van Tokio in gijzeling om het achtste kind te vinden. Wanneer Kari het achtste kind blijkt te zijn, kan Gatomon digivolven in Angewomon en Myotismon vernietigen.
Myotismon keert echter weer terug in een sterkere, reusachtige gedaante: Venommyotismon. In deze vorm wordt hij na een lang gevecht verslagen door WarGreymon en MetalGarurumon.
In de tweede serie blijkt dat Myotismon nog altijd niet is verslagen. Na te zijn vernietigd als Venommyotismon, neemt zijn geest bezit van een man genaamd Yukio Oikawa. In Oikawa’s lichaam zet hij de gebeurtenissen uit de tweede serie in werking. Zo zorgt hij ervoor dat Ken Ichijouji de Digimon Emperor wordt en Controll Spires gaat bouwen. Zijn uiteindelijk plan is om de Dark Spore die in Ken zit te gebruiken om weer een eigen lichaam te verkrijgen. In de climax van de serie lukt dit, en verandert hij in MaloMyotismon. De hulp van elke DigiDestined op aarde is nodig om hem in deze gedaante permanent te verslaan.

### Myotismons handlangers
DemiDevimoneen rookie level Digimon die werkt als spion voor Devimon. Hij lijkt op een vliegende bal met twee blauwe vleugels, benen maar geen armen. Hij probeert aanvankelijk in opdracht van Myotismon de DigiDestined van elkaar te scheiden en te voorkomen dat hun crests geactiveerd worden, maar elke poging faalt. Hij wordt uiteindelijk geabsorbeerd door VenomMyotismon.
Wizardmoneen digimon gemodelleerd naar een tovenaar. Hij doet enkel met Myotismon mee vanwege zijn loyaliteit aan Gatomon, aan wie hij zijn leven te danken heeft. Nadat Gatomon Kari’s digimonpartner blijkt te zijn, keert hij zich dan ook tegen Myotismon en helpt de DigiDestined. Hij moet dit uiteindelijk met de dood bekopen. In de tweede serie wordt zijn geest nog even gezien wanneer hij de DigiDestined waarschuwt dat de Digimon Emperor niet de ware tegenstander van hen is.
Phantomoneen op Magere Hein gebaseerde digimon die namens Myotismon de gijzeling van Tokio leidt. Hij wordt uiteindelijk vernietigd door Angemon.

## Dark Masters
De Dark Masters zijn vier mega digimon, die de voornaamste tegenstanders vormen tijdens de laatste saga van de eerste serie. Ze zijn bijproducten van de chaos die Apocalymon veroorzaakte in de Digitale Wereld. Tijdens de afwezigheid van de DigiDestined nemen ze de digi-world over, en herschikken deze naar een berg genaamd Spiral Mountain. Deze berg bestaat uit vier soorten land, elk geregeerd door een andere Dark Master.

### MetalSeadramon
MetalSeadramon is de Dark Master van de zeeën. Zijn deel van Spiral Mountain bestaat vrijwel geheel uit oceaan met een paar eilandjes. Hij is de eerste Dark Master waar de DigiDestined tegen vechten.
MetalSeadramon is een zeeslang wiens hele lichaam met metaal is bedekt. Hij kan naast zwemmen ook vliegen. Als wapen kan hij een energiestraal afvuren uit zijn neus. Hij wordt uiteindelijk verslagen door WarGreymon.
MetalSeadramon heeft de volgende handlangers:
- Scorpiomon
- Een groep Divermon

### Puppetmon
Puppetmon is de kleinste van de Dark Masters. Hij is een houten pop gewapend met een hamer, welke waarmee hij zowel kan schieten als kan slaan. Hij kan tevens draden oproepen waarmee hij anderen kan commanderen als marionetten. Hij regeert over het bos van Spiral Mountain vanuit zijn landhuis.
Van alle Dark Masters vecht Puppetmon het langst met de DigiDestined (vijf afleveringen), maar dat komt vooral doordat de strijd met hem een paar keer wordt onderbroken door andere gebeurtenissen, zoals de terugkeer van Etemon en een aflevering waarin de DigiDestined inzicht krijgen in het verleden en waarom zij verkozen zijn. Puppetmon heeft een kinderlijke persoonlijkheid. Hij neemt de DigiDestined niet serieus als bedreiging en haalt liever (lugubere) grappen met ze uit dan tegen ze te vechten. Hij heeft echter ook een psychopathische kant, en deinst er niet voor terug om handlangers die hem op fouten wijzen direct te vernietigen. Puppetmon wordt uiteindelijk verslagen door MetalGarurumon, na eerst te zijn verzwakt door andere digimon.
Zijn handlangers zijn verschillende Digimon die in het bos leven:
- Kiwimon
- Blossomon
- Mushroomon
- Floramon
- Deramon
- Cherrymon
- Garbagemon
- Een leger RedVeggiemon

### Machinedramon
Machinedramon is een mechanisch monster. Zijn lichaam bestaat geheel uit metalen onderdelen, met op zijn rug twee enorme kanonnen. Hij regeert over het stedelijke domein van Spiral Mountain met zijn Metal Empire leger tot zijn beschikking. Hij is de slimste van de Dark Masters, maar houdt net zoveel van vernietiging en chaos als de anderen.
Machinedramon staat in twee afleveringen centraal, en laat daarin vooral zijn handlangers het vechtwerk opknappen. Aan het eind van de eerste aflevering confronteert hij de Digidestined en schiet het gebouw waar ze in zitten kapot. Allemaal overleven ze dit en belanden in de riolen van de stad. Daar confronteert Machinedramon ze opnieuw. Hij wordt hier vernietigd door WarGreymon.
Zijn handlangers zijn bijna allemaal Machine Digimon:
- 2 Hagurumon
- Megadramon
- Gigadramon
- WaruMonzaemon
- Een leger Mekanorimon
- Een leger Tankmon

### Piedmon
Piedmon is de leider van de Dark Master, die regeert over de woestenijen. Hij is gebaseerd op een clown.
Piedmon is de sterkte, gewelddadigste en duivelste van de Dark Masters. Hij is gewapend met meerdere zwaarden, maar beschikt ook over magische krachten waar hij uiteenlopende dingen mee kan doen. Hij houdt ervan zijn tegenstanders eerst psychologisch te martelen en uit te putten. In de strijd met de DigiDestined verandert hij alle DigiDestined en hun digimon in sleutelhangers, behalve Kari, T.K. en Patamon. Pas wanneer Patamon digivolved in MagnaAngemon wordt Piedmon gestopt. Hij wordt door MagnaAngemon vernietigd.
Zijn handlangers zijn duivelse Digimon:
- LadyDevimon: een devimon versie van Angewomon.
- Een leger Vilemon.

## Apocalymon
Apocalymon is de ware vijand van de DigiDestined. Hij is verantwoordelijk voor alle chaos en ellende in de Digi-World. Hij is gemaakt van de data van Digimon die zijn gestorven, en bevat derhalve al hun haat en verdriet. Hij lijkt op een enorme metalen kubus met verschillende uitsteeksel, met daarop het lichaam van een humanoïde wezen.
Apocalymon is onder andere de schepper van de Dark Masters. Hij beschikt over de krachten van alle vijandige Digimon die de DigiDestined ooit hebben verslagen. Bij de eerste confrontatie verslaat hij de DigiDestined en stuurt hen naar de datawereld, maar ze slagen erin zichzelf te herstellen voor een tweede aanval. Na bijna te zijn verslagen probeert Apocalymon zichzelf op te blazen om de Digi-World weg te vagen, maar de DigiDestined maken met hun digivices een schild rondom hem dat de explosie tegenhoudt.

## Diaboromon
Diaboromon is de tegenstander van de Digidestined in de films Our War Game! en Revenge of Diaboromon. Hij is een digimon die zich verspreidt via het internet. Hij is een megalevel digimon die uiteindelijk verslagen wordt door Omnimon.
Diaboromon wordt gezien in alle niveaus:
- Kuramon (fresh)
- Tsumemon (in-training)
- Keramon (rookie)
- Kurisarimon (champion)
- Infermon (ultimate)

In de tweede film keert hij terug in een nog sterkere vorm, Armageddemon. In deze vorm wordt hij verslagen door Imperialdramon Paladin Mode.

## Andere mensen
- Susumu & Yuuko Yagami: de ouders van Tai en Kari.
- Hiroaki Ishida & Natsuko Takaishi / Nancy Takaishi: Matt & T.K.’s ouders. Hiroaki is journalist voor Fuji TV en een echte workcaholic. Nancy is ook journalist, maar dan voor een krant.

- Haruhiko & Toshiko Takenouchi: Sora's ouders.
- Keisuke & Satoe Tachikawa: Mimi's ouders.
- Shin Kido (Jim) - Joe's oudere broer.
- Masami & Yoshie Izumi: Izzy's adoptieouders. Masami is een verre neef van Izzy’s biologische vader.

## Andere digimon
- Andromon: een mechanische Digimon die de DigiDestined ontmoeten op File Island. Hij vecht later met hen mee tegen Piedmon.
- Whamon: een walvisachtige Digimon, die de DigiDestined onder andere helpt naar Server af te reizen en om MetalSeadramon te bevechten.
- Pixiemon: een kleine gevleugelde Digimon die de DigiDestined speciale training geeft voor hun gevecht met Etemon. Hij helpt hen ook aan de Dark Masters te ontkomen bij de eerste confrontatie met deze Digimon.
- Meramon: een vuurdigimon. Vecht mee in de laatste strijd met Piedmon.
- Datamon: een vijand van Etemon, die door hem gevangen werd gehouden in een omgekeerde piramide. Hij ontvoerd Sora in een poging haar te gebruiken tegen Etemon.
- Parrotmon: een digimon die vier jaar voor aanvang van de serie in de echte wereld verscheen en toen met Greymon vocht.
- Numemon: groene, blobachtige Digimon die de DigiDestined meerdere keren tegenkomen in de serie. Ze werken onder andere als slaven voor WaruMonzaemon.
- Bakemon: spookdigimon, die onder andere als soldaten worden gebruikt door Myotismon.